# Jim Telfer
James William Telfer, detto Jim (Kirkcaldy, 17 marzo 1940), è un ex allenatore e giocatore di rugby a 15 internazionale per la Scozia.
Nel ruolo di terza linea centro militò a livello di club nel Melrose; oltre a essere, al 2021, l'ultimo commissario tecnico a portare la Scozia alla vittoria nel Cinque Nazioni, fu giocatore e poi allenatore a livello internazionale per i British Lions

## Biografia
Telfer nacque in una famiglia digiuna di rugby, ma in un'area — compresa tra Melrose e Galashiels — storicamente serbatoio di gran parte dei rugbisti scozzesi, cosa questa che lo spinse verso tale disciplina.
Nel 1954 entrò nelle giovanili del Melrose, club in cui rimase per tutta la sua carriera agonistica fino al 1974; di professione insegnante, e successivamente preside, esordì in Nazionale scozzese a Edimburgo contro la Francia nel Cinque Nazioni 1964 — il primo di sette consecutivi — vinto a pari merito del Galles.
Nel 1966 fu selezionato per il tour dei British Lions in Australasia, in cinque dei cui test match scese in campo (due vinti contro l'Australia e tre persi contro la Nuova Zelanda), e due anni più tardi fu presente in tre test durante il tour dei Lions in Sudafrica (un pareggio e due sconfitte).
Terminò la sua carriera internazionale a Dublino contro l'Irlanda nel Cinque Nazioni 1970 e nel 1980 sedette per la prima volta sulla panchina della Nazionale scozzese.
In tale occasione iniziò a mostrare le linee guida della sua conduzione del rugby nazionale: sostenne la necessità di allargare la base di giocatori, non limitandosi solo a quelli provenienti dall'area di Melrose e di utilizzare quelli del proprio campionato scozzese, facendo sempre meno ricorso a quelli che militavano in squadre inglesi.
Durante il suo primo periodo di guida condusse la Scozia a risultati tuttora ineguagliati: la vittoria nel Cinque Nazioni 1984 con il Grande Slam, prima vittoria in solitaria dal 1938 e primo Slam dal 1925 e, nel tour 1982 in Australia, la vittoria sugli Wallabies, ancora al 2011 l'unica fuori casa contro qualsiasi delle tre Nazionali maggiori dell'Emisfero Sud; contemporaneamente fu anche investito dell'incarico di selezionatore dei British Lions in occasione del loro tour del 1983.
Assunse poi la conduzione del Melrose, che portò alla vittoria nel campionato scozzese del 1990 e successivamente in tre edizioni consecutive dal 1992 al 1994; in tale periodo fu anche secondo di Ian McGeechan alla guida della Nazionale, che si aggiudicò nel 1990 il suo più recente Grande Slam.
Tornò nel 1994 alla guida tecnica della Nazionale, che condusse alla Coppa del Mondo 1995 in Sudafrica e successivamente a quella del 1999 nel Regno Unito; vinse il Cinque Nazioni 1999, l'ultimo con tale denominazione, al 2020 l'ultimo vinta dalla Scozia.
Nel 1997 fu il secondo di McGeechan alla guida dei Lions in tour in Sudafrica.
Dopo la vittoria del Cinque Nazioni 1999 annunciò il suo ritiro da allenatore.
Telfer viene visto come tra i più importanti, se non il più importante, personaggi del rugby scozzese di fine XX secolo, non tanto per le sue vittorie (a lui sono legate, direttamente o indirettamente, le conquiste più recenti del Cinque Nazioni e, come detto, l'unico successo esterno contro una potenza dell'Emisfero Sud), quanto per il cambio di mentalità impresso a tutto il movimento, unito alla consapevolezza che il posto nell'élite del rugby mondiale non poteva essere conservato solo in virtù dei meriti del passato; a lui viene anche riconosciuto il merito di avere elevato la qualità del rugby scozzese attraverso l'allargamento della base e la coltivazione di talenti del campionato nazionale.

## Palmarès

### Allenatore
- Campionati scozzesi: 4
Melrose: 1989-90, 1991-92, 1992-93, 1993-94